# 4400 Bagryana
A 4400 Bagryana (ideiglenes jelöléssel 1985 QH4) a Naprendszer kisbolygóövében található aszteroida. Bulgarian National Observatory fedezte fel 1985. augusztus 24-én.